# Copris quasilaevigatus
Copris quasilaevigatus är en skalbaggsart som beskrevs av Ochi, Kon och Bai 2007. Copris quasilaevigatus ingår i släktet Copris och familjen bladhorningar. Inga underarter finns listade i Catalogue of Life.